# Flash Gordon (Fernsehserie, 2007)
Flash Gordon ist eine US-amerikanische/kanadische Fernsehserie aus dem Jahr 2007. Die von Peter Hume kreierte Serie um den Helden Flash Gordon basiert auf der Vorlage von Alex Raymond. Die Serie wurde nach einer Staffel eingestellt. Bereits 1954 hatte der amerikanische Fernsehsender DuMont Television Network eine gleichnamige Fernsehserie mit 39 Folgen produziert, in denen Steve Holland die Rolle des Flash Gordon innehatte.

## Handlung
Der Marathonläufer Steve Gordon, auf Grund seiner Schnelligkeit „Flash“ genannt, findet heraus, dass sein Vater nicht bei einem Laborbrand ums Leben gekommen ist, sondern durch einen Riss im Raum-Zeit-Gefüge verschwunden ist. Zusammen mit dem seltsamen Dr. Hans Zarkov, einem früheren Arbeitskollegen seines Vaters, und seiner alten Jugendliebe Dale Arden, mittlerweile verlobt, untersuchen sie einen Spalt. Dale und Flash landen auf dem Planeten Mongo, wo der unbarmherzige Herrscher Ming die Kontrolle über die Wasservorräte an sich gerissen hat. Dieser nutzt die Portale aus, um nach einem Gerät namens Imex zu suchen. Zwar verhindert Flash, dass er dieses bekommt, doch es tauchen immer mehr Portale auf. Zusammen mit Dale, Zarkov und der abtrünnigen Mongobewohnerin Baylin kämpft Flash gegen die außerirdischen Bedrohungen, die aus diesen Portalen auf die Erde kommen. Er hofft außerdem seinen Vater wiederzufinden, da es Gerüchte gibt, dass dieser noch lebt. Eine Prophezeiung sagt das baldige Ende von Mings Herrschaft voraus. Durch die Dimensionsportale nimmt Flash Einfluss auf die Politik Mongos und wird für Ming immer mehr zur Gefahr. Rankol, die undurchsichtige rechte Hand von Ming, versucht das Team um Flash Gordon für seine Sache zu gewinnen, da die Existenz der Portale beide Welten bedroht. Er hält außerdem Flashs Vater in einem Gedankenkontrollfeld gefangen. Ming glaubt im Verden-Anführer Barin seinen Gegenspieler zu sehen und hält ihn nach einem Massaker an seinem Volk in Haft. Nach Intervention durch Aura wird er aber schließlich verbannt.
Immer mehr wird deutlich, dass es sich bei dem Krieger, der Ming stürzen soll, vermutlich um Flash Gordon handelt. Doch dann taucht Auras Bruder Terek auf, der „König der Abartigen“. Er hat den Plan gefasst, Ming zu stürzen, und wird bei diesem Vorhaben durch Flash und seine Freunde unterstützt. Später wechseln auch Rankol und Aura die Seiten und schließen sich der Rebellion an. Gemeinsam gelingt es ihnen, Flashs Vater zu befreien und zurück zur Erde zu schicken. Dabei wird allerdings der Portalgenerator zerstört und Flash, Dale und Zarkov sitzen auf Mongo fest. Mings Herrschaft scheint beendet, doch Ming kann sich seiner Hinrichtung entziehen.

## Figuren

### Hauptfiguren
| Figur          | Darsteller   | Deutscher Sprecher |
| -------------- | ------------ | ------------------ |
| „Flash“ Gordon | Eric Johnson | Marius Clarén      |
| Dale Arden     | Gina Holden  | Tanya Kahana       |
| Dr. Zarkov     | Jody Racicor | Olaf Reichmann     |
| Baylin         | Karen Cliche | Dascha Lehmann     |
| Ming           | John Ralston | Bernd Vollbrecht   |

Steven „Flash“ Gordon ist Marathonläufer und Automechaniker aus Maryland. Er hat in jungen Jahren seinen Vater verloren und erfährt nun, dass dieser für eine geheime Gruppierung namens „Portage Initiative“ gearbeitet hat. Diese Initiative untersuchte Löcher zwischen den Dimensionen und versuchte diese herzustellen. Bei den Experimenten verschwand sein Vater unter ungeklärten Umständen. Flash wohnt bei seiner Mutter und hat in ihrer Garage seine Autowerkstatt zusammen mit seinem besten Freund Nick. Zusammen mit seinen Freunden stellt er sich der außerirdischen Bedrohung. Er hat einen hohen Gerechtigkeitssinn, geht bei seiner Suche aber oft hitzköpfig und risikofreudig vor.
Dale Arden ist Flashs Jugendliebe. Sie arbeitet als Reporterin für den örtlichen Fernsehsender und nimmt ihren Beruf sehr ernst. Als sie in die Ereignisse um die Portale hineingezogen wird, arbeitet sie mit Flash zusammen und verheimlicht dies sogar vor ihrem Verlobten, dem Polizeibeamten Joe Wylee.
Dr. Hans Zarkov ist ein früherer Arbeitskollege von Flashs Vater und gehörte der „Portage Initiative“ an, bis diese ihn jedoch hinauswarfen und für drei Jahre in eine Irrenanstalt verbannten. Er ist der intellektuelle Teil des Teams und stellt die Technologie zur Verfügung, mit der es Flash gelingt, die Portale aufzuspüren. Auch ist er der einzige, der die Technologie des Planeten Mongo untersuchen und für ihre Sache nutzen kann. Hans Zarkov ist eher schüchtern und ängstlich, aber versessen auf seine Arbeit.
Baylin war einst eine Kopfgeldjägerin für Ming, versagte aber bei ihrem Auftrag, das Imex zu finden, und verbleibt auf der Erde. Mit der Zeit entwickelt sie eine Freundschaft zu Flash, Zarkov und Dale und unterstützt die drei, obwohl es ihr sehr schwerfällt, sich an die neuen Begebenheiten anzupassen. Die gebürtige Verde (ein Volk von Mongo, das sich Ming widersetzt) ist sehr kampflustig und rücksichtslos.
Ming der Gnadenlose ist der alleinige Herrscher des Planeten Mongo. Er hat die Macht über die Wasservorräte des Planeten und beutet ihn unbarmherzig aus. Wer sich seinen Befehlen widersetzt, hat mit schweren Strafen zu rechnen. Er ist hinter der Technologie zur Beherrschung der Portale her, die er nutzt, um Feinde auf die Erde zu schleusen. Unterstützt wird er durch Rankol und seine undurchsichtige Tochter Aura.

### Nebenfiguren
| Figur     | Darsteller       | Deutscher Sprecher |
| --------- | ---------------- | ------------------ |
| Rankol    | Jonathan Walker  | Oliver Siebeck     |
| Joe Wylee | Giles Panton     | Björn Schalla      |
| Aura      | Anna van Hooft   | Giuliana Jakobeit  |
| Barin     | Steve Bacic      | Dennis Schmidt-Foß |
| Terek     | Craig Stanghetta | Frank Schaff       |

Rankol ist der Wissenschaftler des Planeten Mongo und rechte Hand von Ming. Er schmiedet jedoch hinter dem Rücken von Ming seine eigenen Pläne. In Wahrheit hat er sich schon lange einem Mönchsorden angeschlossen und dient der Prophezeiung.
Joe Wylee, der Verlobte von Dale, ist Polizeibeamter. Er erfährt erst später von den Vorgängen um die Portale und versucht diese bekannt zu machen. Nachdem er von einer von Mings Wissenschaftlerinnen einen Chip eingepflanzt bekam, entwendete er das Imex. Als ihm sein Verrat bewusst wird, opfert er sich schließlich für die Gruppe.
Prinzessin Aura, die Tochter von Ming, ist sehr auf ihren eigenen Vorteil bedacht und sehr intrigant. Ihre Beziehung zu Flash Gordon ist undurchsichtig und pendelt zwischen Zuneigung und Ablehnung. Sie liebt ihren Vater, kommt aber mit seiner Rücksichtslosigkeit nicht klar. Insgeheim sucht sie nach ihrer Mutter und trifft so auch ihren Bruder, dem sie sich schließlich anschließt.
Barin ist der Anführer der Verden und tut alles für sein Volk. Um sie zu retten, stimmt er zunächst auch einer Heirat mit Aura zu, versucht dann aber Ming zu töten und besiegelt so sein Schicksal. Nach einem Massaker an den Verden, stellt er sich Ming und wird zu lebenslanger Haft verurteilt.
Terek ist der Sohn von Ming und der Bruder von Aura. Da er abartiges Blut hatte, wurde er von seinem Vater verstoßen. Er gründete das inoffizielle Kanton der Abartigen, eine Untergrundbewegung zum Sturz Mings. Terek hat einen großen Gerechtigkeitssinn und Ideale, hat aber von seinem Vater die Rücksichtslosigkeit und Rachsucht geerbt.

## Unterschiede zur Vorlage
Gegenüber der Vorlage gibt es einige Abweichungen, die Produzent und Hauptverantwortlicher Peter Hume damit erklärt, dass er die Serie modernisieren und in die Gegenwart versetzen wollte, ohne dass es kitschig wirkt. In der Serie ist Flash Gordon nicht auf Mongo gestrandet, sondern wechselt zwischen der Erde und Mongo hin und her. Auch die Figurenkonstellation orientiert sich zwar an der Originalgeschichte, wurde jedoch etwas abgewandelt. Hume baute zudem eine Dreiecksgeschichte mit Aura, Dale und Flash ein, die in der Originalgeschichte so nicht zu finden ist. Ebenfalls ist Dale Arden nun verlobt, was weitere Verwicklungen bedeutet. Flash-Darsteller Eric Johnson, der auch als Drehbuchautor für die Serie tätig war, sieht seine Figur in der Tradition der alten Darsteller, aber nahm auch Anteile moderner Antihelden wie Indiana Jones in seine Interpretation von Flash Gordon auf. Es wurde außerdem versucht, den alten Rassen auf Mongo ein neues Antlitz zu verleihen, auch die Bezeichnungen haben sich geändert, Aus den Lionmen wurden die „Turn“ und aus den „Hawkmen“ die „Daktylen“. Die weiblichen Charaktere wurden im Vergleich zum traditionellen Frauenbild der 1930er Jahre gestärkt.
Von Anfang an gab es Beschwerden von Flash-Gordon-Fans, die Teile der Serie stark kritisierten. Ab der Hälfte der Staffel wurden Beschwerden aufgenommen und so wurde zum Beispiel Ming etwas böser gestaltet. Peter Hume stellt ihn als Persönlichkeit dar, der entsetzliche Dinge anstellt, aber dies nur tut, um den Planeten zu retten. In einem Interview mit dem „MediaBlvd Magazine“ bezeichnete er ihn als „Saddam Hussein kind of tyrant“.

## Hintergrund
Die erste Staffel von Flash Gordon wurde in den Vereinigten Staaten und Kanada ab dem 14. August 2007 ausgestrahlt. Die Erwartungen der Fans waren nach Vergleichen mit Serien wie Buffy – Im Bann der Dämonen, Stargate – Kommando SG-1 und Filmen, wie der Indiana-Jones-Reihe recht hoch, die Einschaltquoten divergierten jedoch sehr stark. Nach einer Staffel wurde die Serie eingestellt, da der Fernsehsender, nach Angaben des Geschäftsführers David Howe, den Charakter von Flash Gordon nicht so behandelte, wie es hätte sein sollen („didn’t treat the character of “Flash Gordon” the way he should’ve been treated“) und setzte einen späteren Neuanfang in Aussicht. Die deutsche Erstausstrahlung von RTL II erfolgte ab dem 24. September 2008, wurde jedoch bereits nach vier Folgen wieder eingestellt. Der Pay-TV-Sender Syfy übernahm ab dem 1. Dezember 2009 die Ausstrahlung der Serie. Die Synchronisation entsteht unter der Dialogregie von Björn Schalla durch die Synchronfirma Neue Tonfilm in München.

## Episodenliste
Die Erstausstrahlung erfolgte vom 10. August 2007 bis zum 8. Februar 2008 auf dem US-amerikanischen Fernsehsender Sci Fi Channel. Die deutschsprachige Erstausstrahlung lief vom 24. September bis zum 15. Oktober 2008 auf dem deutschen Fernsehsender RTL II. Ab Folge fünf erfolgte die deutschsprachige Erstausstrahlung dann zwischen dem 10. Dezember 2009 und dem 7. Januar 2010 auf dem deutschen Sender Syfy.
| Nr. | Deutscher Titel            | Originaltitel        | Erstausstrahlung USA | Deutschsprachige Erstausstrahlung (D) |
| --- | -------------------------- | -------------------- | -------------------- | ------------------------------------- |
| 1 | Das Dimensionenportal      | Pilot                | 10. Aug. 2007        | 24. Sep. 2008                         |
| Der Marathonläufer Steve „Flash“ Gordon findet heraus, dass sein Vater nicht bei einem Laborbrand ums Leben gekommen ist, sondern durch einen Riss im Raum-Zeit-Gefüge verschwunden ist. Zusammen mit dem seltsamen Dr. Hans Zarkov und seiner alten Jugendliebe Dale Arden, mittlerweile verlobt, untersuchen sie einen Spalt. Dale und Flash landen auf dem Planeten Mongo können jedoch mit Hilfe von Aura Ming entkommen. Die Kopfgeldjägerin Baylin taucht auf und versucht das Imex zu bekommen. Flash zerstört es vermeintlich und Aura springt durch das Portal zurück nach Mongo. Das Portal schließt sich und eine verdutzte Baylin bleibt zurück. |                            |                      |                      |                                       |
| 2 | Eindringlinge              | Pride                | 17. Aug. 2007        | 1. Okt. 2008                          |
| Baylins Bundpartner Tyrus versucht diese einzufangen und zurück nach Mongo zu bringen. Mit vereinten Kräften gelingt es Flash und Baylin Tyrus zurück in ein instabiles Portal zu stoßen, wo er vermeintlich stirbt. |                            |                      |                      |                                       |
| 3 | Tödliches Glück            | Infestation          | 24. Aug. 2007        | 8. Okt. 2008                          |
| Durch einen Spalt kommt ein gefährliches Insekt auf die Erde, das Nick sticht und diesen in einen Zustand äußerster Euphorie bringt. Der lebensgefährliche Stich kann nur durch ein Gegenmittel von Mongo versorgt werden. Während Baylin und Flash nach Mongo reisen, um das Gegenmittel zu besorgen, muss Dale Nick, der zu der Hochzeit seines Bruders geladen wurde, daran hindern, dass er den Zustand höchsten Glücks erreicht. |                            |                      |                      |                                       |
| 4 | Der doppelte Flash         | Assassin             | 7. Sep. 2007         | 15. Okt. 2008                         |
| Ein Attentäter, der das Aussehen von Flashs Vater angenommen hat, kommt durch ein Portal auf die Erde und versucht den verbliebenen Mitglieder der „Portage Initiative“ das Gehirn abzusaugen. |                            |                      |                      |                                       |
| 5 | Im Land der Vogelmenschen  | Ascension            | 14. Sep. 2007        | 10. Dez. 2009                         |
| Daktylen entführen den rebellischen Tee-Jay, den Sohn ihres Anführers Vultans, der einst durch ein Portal auf die Erde gelangt war. Tee-Jay wird wiederum von einer von Mings Drohnen entführt und Flash, Baylin und Dale bringen ihn seinem Vater zurück. |                            |                      |                      |                                       |
| 6 | Geraubtes Leben            | Life Source          | 14. Sep. 2007        | 11. Dez. 2009                         |
| Eine Frau, die Menschen ihre Lebenskraft aussagen kann, kommt auf die Erde. Flash, Baylin und Dale versuchen sie aufzuhalten. |                            |                      |                      |                                       |
| 7 | Allianzen                  | Alliances (Part 1)   | 28. Sep. 2007        | 12. Dez. 2009                         |
| Flash, Baylin und Zarkov reisen durch ein Portal, um Flashs Vater zu finden. Dort unterstützen sie die Velden bei der Reparatur eines Wasseraufbereiters, den Flashs Vater konstruiert hatte. Unterdessen reist Barin, der Anführer des Kantons, zu Ming um sich zu unterwerfen. Dieser bietet ihm die Hand seiner Tochter an. |                            |                      |                      |                                       |
| 8 | Wie der Vater, so der Sohn | Revelations (Part 2) | 5. Okt. 2007         | 16. Dez. 2009                         |
| Flash, Baylin und Zarkov versuchen die Hochzeit zwischen Barin und Aura zu verhindern und ein neues Portal zu öffnen, um Mongo zu verlassen. Flash und Zarkov werden gefangen genommen, beiden gelingt jedoch die Flucht. Vorher erfährt Flash jedoch noch, dass sein Vater angeblich von Ming hingerichtet wurde. Während Baylin und Zarkov durch ein Portal entkommen, wird Flash von einer Gilde von Wahrsagern zurückgeschickt, die ihn als Bezwinger von Ming angekündigt haben. |                            |                      |                      |                                       |
| 9 | Duell auf Leben und Tod    | Till Death           | 12. Okt. 2007        | 16. Dez. 2009                         |
| Aura versucht Flash mit einem Liebestrank gefügig zu machen, um so der bevorstehenden Heirat mit Barin aus dem Weg zu gehen |                            |                      |                      |                                       |
| 10 | Zarkovs Entführung         | Conspiracy Theory    | 19. Okt. 2007        | 17. Dez. 2009                         |
| Rankol lässt Zarkov entführen, während Dale und Flash von einem Agenten der Regierung verhört werden. |                            |                      |                      |                                       |
| 11 | Zufallsportale             | Random Access        | 26. Okt. 2007        | 21. Dez. 2009                         |
| Portale entstehen plötzlich und zufällig. Während Joe und Flash in einer Mine arbeiten müssen, helfen Baylin und Dale einer schwangeren Frau von Mongo. |                            |                      |                      |                                       |
| 12 | Lügen und Geheimnisse      | Secrets and Lies     | 2. Nov. 2007         | 22. Dez. 2009                         |
| Joe versucht seinem Vorgesetzten von Mongo zu erzählen. Flash und Zarkov geraten in einen Konflikt zwischen zwei Kantonen. |                            |                      |                      |                                       |
| 13 | Der Tag des großen Leides  | Sorrow               | 9. Nov. 2007         | 23. Dez. 2009                         |
| Baylin reist zum „Tag des großen Leides“, der an eine Umweltkatastrophe erinnern soll, zusammen mit Flash und Dale nach Mongo. Ming nutzt die Feierlichkeiten, um ein Massaker an den Verden anzurichten. |                            |                      |                      |                                       |
| 14 | Die Prophezeiung           | Stand and Deliver    | 16. Okt. 2007        | 24. Dez. 2009                         |
| Flash und Dale helfen Baylin Verden aus der Sklaverei zu befreien. Unterdessen wächst Mings Angst vor der Prophezeiung. Barin opfert sich am Ende für sein Volk und kann der Hinrichtung nur durch eine List Flashs entgehen. |                            |                      |                      |                                       |
| 15 | Kampf der Hexen            | Possession           | 30. Nov. 2007        | 28. Dez. 2009                         |
| Joe stiehlt den Rift Blaster aus Zarkovs Büro. Dales Seele wird von einer Hexe gestohlen. |                            |                      |                      |                                       |
| 16 | Der verlorene Bruder       | Thicker than Water   | 4. Jan. 2008         | 29. Dez. 2009                         |
| Flash, Baylin und Zarkov versuchen den Rift Blaster wieder zu beschaffen, den Joe verloren hat. |                            |                      |                      |                                       |
| 17 | Opfer                      | Ebb and Flow         | 11. Jan. 2008        | 31. Dez. 2009                         |
| Rankol stiehlt einen See mit Hilfe der Rift-Technologie. Flash, Baylin und Zarkov versuchen ihn wiederzubeschaffen, dabei kommt Joe ums Leben. |                            |                      |                      |                                       |
| 18 | Giftiges Wasser            | Blame                | 18. Jan. 2008        | 31. Dez. 2009                         |
| Wasser, das Flash wieder beschafft hat, ist vergiftet. Flash versucht mit Aura ein Gegenmittel zu finden. |                            |                      |                      |                                       |
| 19 | Die Eiskönigin             | Cold Day in Hell     | 25. Jan. 2008        | 4. Jan. 2010                          |
| Flash versucht eine Königin zu befreien, die im Eis gefangen ist. |                            |                      |                      |                                       |
| 20 | Revolution, Teil 1         | Revolution (Part 1)  | 1. Feb. 2008         | 6. Jan. 2010                          |
| Terek versucht die Kantone zu vereinen. Ming befiehlt Rankols Hinrichtung, da dieser ihn hintergangen hat. Flash gelingt es seinen Vater zu befreien. |                            |                      |                      |                                       |
| 21 | Revolution, Teil 2         | Revolution (Part 2)  | 8. Feb. 2008         | 7. Jan. 2010                          |
| Der Endkampf gegen Ming beginnt, doch dieser kann entkommen. Während Flashs Vater zur Erde zurückkehrt, bleiben Flash, Dale und Baylin auf Mongo zurück. |                            |                      |                      |                                       |